# Living in the Background
Living in the Background es el álbum debut del grupo musical italiano Baltimora, publicado en 1985 por las discográficas EMI y Manhattan Records.

## Contenido
Living in the Background fue el disco más vendido de Baltimora que se editó a principios de 1985 y se remasterizó ocho años más tarde, en 1993. 
El primer corte en ser publicado, fue un éxito internacional, ocupando en la lista Billboard Hot 100 el puesto número 13 y el número 3 en el Reino Unido. Woody Boogie y Living in the Background fueron publicados como sencillos, pero solo aparecieron en la posición número 87 de la lista Billboard Hot 100.

## Lista de canciones
- Todas las canciones fueron compuestas por Naimy Hackett y Maurizio Bassi.[1]

Todas las canciones escritas y compuestas por Naimy Hackett y Maurizio Bassi. 
| N.º | Título                     | Duración |  |
| 1.  | «Tarzan Boy»               | 6:16     |  |
| 2.  | «Pull the Wires»           | 4:42     |  |
| 3.  | «Living in the Background» | 6:05     |  |
| 4.  | «Woody Boogie»             | 5:52     |  |
| 5.  | «Chinese Restaurant»       | 5:11     |  |
| 6.  | «Running for Your Love»    | 5:50     |  |

### Edición del Reino Unido
| UK edition |                                   |          |  |
| N.º        | Título                            | Duración |  |
| 1.         | «Tarzan Boy» (12" Summer version) | 6:41     |  |
| 2.         | «Pull the Wires»                  | 4:46     |  |
| 3.         | «Living in the Background»        | 6:06     |  |
| 4.         | «Tarzan Boy» (7" Summer version)  | 3:27     |  |
| 5.         | «Woody Boogie» (12" Jump mix)     | 5:50     |  |
| 6.         | «Chinese Restaurant»              | 5:14     |  |
| 7.         | «Running for Your Love»           | 5:50     |  |
| 8.         | «Woody Boogie»                    | 3:37     |  |

### Edición para Canadá (1986)
| Canada edition (1986) |                                                   |          |  |
| N.º                   | Título                                            | Duración |  |
| 1.                    | «Tarzan Boy» (Single version)                     |          |  |
| 2.                    | «Living in the Background» (Remix by John Luongo) |          |  |
| 3.                    | «Juke Box Boy»                                    |          |  |
| 4.                    | «Pull the Wires»                                  |          |  |
| 5.                    | «Woody Boogie»                                    |          |  |
| 6.                    | «Chinese Restaurant»                              |          |  |
| 7.                    | «Running for Your Love»                           |          |  |
| 8.                    | «Up with Baltimora»                               |          |  |

### Relanzamiento de 1993
| 1993 re-release |                               |          |  |
| N.º             | Título                        | Duración |  |
| 7.              | «Tarzan Boy» (Summer version) | 6:40     |  |
| 8.              | «Juke Box Boy»                | 3:42     |  |
| 9.              | «Up with Baltimora»           | 2:51     |  |
| 10.             | «Tarzan Boy» (Remix 1993)     | 3:43     |  |
| 11.             | «Jungle Life» (Dub)           | 5:00     |  |
| 12.             | «Tarzan Boy» (Extended mix)   | 5:29     |  |

## Certificaciones
| País   | Certificación | Fecha               | Ventas |
| ------ | ------------- | ------------------- | ------ |
| Canadá | Oro           | 23 de julio de 1986 | 50 000 |

## Listas de popularidad
| Lista (1985)           | Máxima posición | Semanas totales |
| ---------------------- | --------------- | --------------- |
| Canadian Albums Chart  | 49              | 20              |
| Italian Albums Chart   | 26              | ?               |
| Swedish Albums Chart   | 18              | 3               |
| U.S. Billboard Hot 200 | 49              | ?               |

Sencillos - Billboard (Norteamérica)
| Año  | Sencillo                   | Lista                          | Posición |
| ---- | -------------------------- | ------------------------------ | -------- |
| 1985 | "Tarzan Boy"               | Dance Music/Maxi-Singles Sales | 12       |
| 1985 | "Tarzan Boy"               | Hot Dance Music/Club Play      | 6        |
| 1985 | "Tarzan Boy"               | The Billboard Hot 100          | 13       |
| 1986 | "Living in the Background" | The Billboard Hot 100          | 87       |